# Готландський бій (1915)
Готландський бій — морський бій, що стався 2 липня (19 червня за ст. стилем) 1915 року між 1-ю крейсерською бригадою Балтійського флоту та загоном німецьких кораблів поблизу шведського острова Готланд за часів Першої світової війни.

## Історія
1 липня 1915 року російські крейсери «Адмірал Макаров» (флагман), «Баян», «Богатир», «Олег», «Рюрик» та 8 есмінців під командуванням контрадмірала Бахірева М. К. вийшли в море для обстрілу Мемеля. У той же день загін німецьких кораблів (крейсери «Роон», «Аугсбург» (флагман) і «Любек», мінний крейсер «Альбатрос», 7 міноносців) вийшов для постановки мін поблизу маяка Бокшер біля Або-Аландського району (рейд о. Ере). Поставивши загородження, комодор фон Корф повідомив по радіо на базу про виконання завдання. Штаб російського флоту перехопив це донесення, розшифрував радіограму і сповістив свій загін. Це був перший в історії війни на морі випадок із використанням радіо для наведення своїх сил на ворога.
О 7:30 2 липня російські кораблі виявили біля острова Готланд «Аугсбург», «Альбатрос» і 3 есмінці й відкрили по них вогонь. У результаті морського бою, німецький крейсер «Аугсбург», користуючись перевагою у швидкості ходу, відірвався від переслідувачів, а «Альбатрос» потрапив під щільний артилерійський вогонь крейсерів «Богатир» та «Олег», і намагаючись сховатися у шведських територіальних водах, викинувся на берег біля острова Естергорн, де згодом був інтернований шведами.
Приблизно через годину після припинення вогню по «Альбатросу» сталося зіткнення з другою групою німецьких кораблів — панцерним крейсером «Роон» і легким крейсером «Любек». У бою з російської сторони взяли участь крейсери «Баян» та «Олег» та, викликаний командиром загону Бахіревим, панцерний крейсер «Рюрик».
Морський бій біля Готланда завершився з невизначеним результатом. Німецький панцерний крейсер отримав три влучення великокаліберних снарядів. Німецькі крейсери першими припинили вогонь і вийшли з бою. «Принц Адельберт» і «Принц Генріх» не встигли прибути в район бою. По дорозі вони були атаковані підводним човном E9. «Принц Адельберт» отримав велику пробоїну і ледь дістався Кіля. Другий крейсер пішов у Данціг.